# Canotier

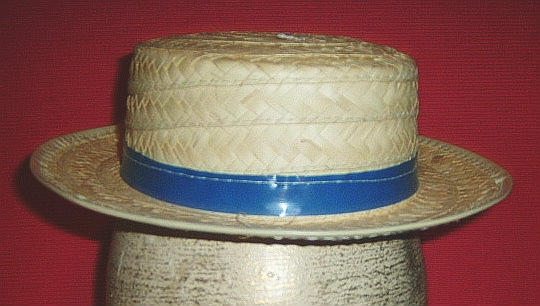
Un canotier

El canotier és un barret de palla de copa recta, cim pla i ala curta, plana i rígida; sovint va ornat amb cinta negra o de color.
El canotier sorgí a mitjan segle xix com a lligadura estiuenca de la marineria militar, alternativa del casquet de mariner; de fet, el seu disseny reprodueix en palla l'antic barret mariner de feltre que l'havia precedit. L'ús militar del canotier s'extingí pels volts de la dècada de 1920.
Segons sembla, el canotier començà a ésser produït per al mercat civil a la vila de Caussada (Occitània), que encara avui n'és un dels grans productors mundials. En tot cas, es popularitzà internacionalment com a producte francès, a partir de París, en la dècada de 1880. Al principi es relacionava amb el passatemps de remar, d'on el nom ('canoer'). Fou molt popular arreu d'Europa com a lligadura masculina d'estiu i de temps lliure, entre la citada dècada i els anys vint, sobretot, i és part integrant de la imatgeria de la Belle époque. Els agents de l'FBI el tingueren com a uniforme factual durant el període d'entreguerres. Per tradició, encara sobrevisqué com a lligadura masculina emblemàtica de les campanyes presidencials dels EUA, almenys fins als anys setanta.
El canotier apareix en quadres cèlebres d'Auguste Renoir. Sovint s'hi cofaven còmics cèlebres del cinema mut, com Buster Keaton i Harold Lloyd. Un usuari fidel, molt enllà del període d'auge, fou Maurice Chevalier.